# Terrazza a Mare
La Terrazza a Mare è un edificio, nato per scopi turistici e ricreativi, che si affaccia sul mare di Lignano Sabbiadoro.
Inaugurata nel 1972, l'edificio in stile neo-espressionista rappresenta un'icona della località balneare friulana.

## Storia
Negli anni 1920 l'architetto Provino Valle realizzò la prima Terrazza a Mare di Lignano, in sostituzione dell'iniziale struttura di inizio Novecento disegnata dal veneziano Giovanni Antonio Vendrasco.
A seguito di un concorso d'architettura del 1962, l'attuale Terrazza a Mare venne progettata dagli architetti Marcello D'Olivo e Aldo Bernardis.

## Architettura
La struttura è caratterizzata da un molo con forme scultoree che plasmano una lunga passerella, parzialmente coperta e sospesa su pilotis chiaramente ispirata alla Marin Civic Center di Frank Lloyd Wright, che conduce ad un corpo binato e bianco, che ospita un bar e un ristorante, coperto da grandi volte che richiamano la forma di una conchiglia a ventaglio, ispirata alle architetture di Oscar Niemeyer e all'Opera House di Sydney di Jørn Utzon. Sul lato opposto, vi è un corpo accessorio di stampo surrealista a forma di tegola sovradimensionata, disegnata come un objet trouvé appoggiato sul molo.
Il belvedere che si protende ulteriormente verso il Mare Adriatico e in cui è collocato un piccolo faro di segnalazione consente una vista a 360 gradi.
Nel maggio 2024 sono iniziati i lavori di messa in sicurezza, riqualificazione antisismica energetica e funzionale della struttura; le opere si dovrebbero concludere entro l'inizio dell'estate del 2026.

## Nella cultura
Nel 1988 è stato emesso un francobollo commemorativo che ritrae la Terrazza a Mare di Lignano Sabbiadoro.